# Kuldīga
Kuldīga este un oraș din Letonia. Se află lângă Venta. Are o suprafață de 13 km² și 13,236047 km². Populația este de 11.768 locuitori, determinată în 1 ianuarie 2016.
S-a alăturat Ligii Hanseatice în 1368. A fost pentru prima oară menționat în 1242.